# Fight Music
«Fight Music» (en la versión censurada «Flight Music») es un sencillo de hip hop del grupo de rap D12 y la undécima de su álbum debut Devil's Night. Samplea el riff de la canción de Led Zeppelin, "Kashmir".
La canción tiene letras diferentes acerca de la violencia y la peligrosidad de las luchas callejeras, salvo en dos versos de Bizarre (sobre diversos temas) y Eminem (de la juventud, cómo se sienten y cómo se relacionan con esta canción y otras). Fue producida por Dr. Dre.

## Video musical
En el comienzo del video aparece en un pequeño cameo Ice T y diferentes personas con distintos estilos de música, imitadas del comienzo de la película The Warriors. Las frases "can you count?" (¿puedes contar?) y "can you dig it?" (¿Acaso pueden cavar?) son tomadas directamente de la película. El corte de escena donde el DJ de radio habla es también una referencia a la película. El vídeo incluye cameos de Fat Joe, Will Smith, Ice-T y Obie Trice.

## Posición en las listas
| Lista (2001)     | Mejor posición |
| ---------------- | -------------- |
| UK Singles Chart | 11             |